# Estelle Cascino
Estelle Cascino (Marsiglia, 13 marzo 1996) è una tennista francese.

## Biografia
Estelle Cascino ha iniziato a giocare a tennis all'età di 5 anni ad Aubagne. All'età di 11 anni, ha lasciato la Provenza per unirsi al polo francese del CREPS a Poitiers. Ha vinto due titoli del campionato francese all'età di 12 e 14 anni. Nel 2013, si è unita all'US Colomiers per giocare nella prima divisione Interclub. Il suo club è stato vice-campione di Francia nel 2017.

## Carriera
Estelle Cascino ha vinto 4 titoli in singolare e 27 titoli in doppio nel circuito ITF in carriera. Il 25 dicembre 2017 ha raggiunto il best ranking in singolare raggiungendo la 406ª posizione mondiale, mentre il 12 settembre 2022 ha raggiunto la 111ª posizione in doppio.
Estelle fa il suo debutto in un Grande Slam gli Open di Francia 2013, dove le viene consegnata una wildcard per partecipare nelle qualificazioni; in questa circostanza, viene eliminata all'esordio dalla giovane russa Dar'ja Gavrilova.
Ha fatto il suo debutto nel circuito maggiore al Open GDF Suez 2014, dove ha ricevuto una wildcard per le qualificazioni, uscendone subito sconfitta dalla tedesca Dinah Pfizenmaier in due parziali.
Il 19 dicembre 2021, Estelle raggiunge la prima finale WTA 125 della carriera in doppio all'Open de Limoges, facendo coppia con la connazionale Jessika Ponchet, dove ne escono sconfitte dalle più quotate e veterane Monica Niculescu e Vera Zvonarëva con il punteggio di 4-6, 4-6.
L'8 maggio 2022, Cascino raggiunge la seconda finale WTA 125 della carriera all'Open 35 de Saint-Malo, giocando sempre in coppia con Ponchet, ma anche in questa occasione si arrendono nell'ultimo atto dalla forte coppia giapponese composta da Eri Hozumi e Makoto Ninomiya con il punteggio di 6(1)-7, 1-6.
Il 4 maggio 2024, la francese raggiunge la terza finale WTA 125 della carriera all'Open 35 de Saint-Malo, la seconda in questo torneo, stavolta facendo coppia con l'altra tennista francese Carole Monnet, dove però devono cedere nell'ultimo match dalla giocatrice russa Amina Anšba e dalla ceca Anastasia Dețiuc con il tirato punteggio di 6(7)-7, 6-2, [5-10].
Il 26 luglio 2025, Estelle riesce finalemente a vincere il primo titolo WTA 125 della carriera alla quarta finale agli Internazionali Femminili di Palermo insieme alla cinese Feng Shuo, dove in finale hanno la meglio sulle giapponesi e prime teste di serie Momoko Kobori e Ayano Shimizu con il punteggio di 6-2, 6(2)-7, [10-7].

## Circuito WTA 125

### Doppio

#### Vittorie (1)
| N. | Data           | Torneo                       | Superficie  | Compagna  | Avversarie in finale        | Punteggio           |
| 1. | 26 luglio 2025 | Palermo Ladies Open, Palermo | Terra rossa | Feng Shuo | Momoko Kobori Ayano Shimizu | 6-2, 6(2)-7, [10-7] |

#### Sconfitte (3)
| N. | Data             | Torneo                                | Superficie  | Compagna        | Avversarie in finale            | Punteggio           |
| 1. | 19 dicembre 2021 | Open de Limoges, Limoges              | Cemento (i) | Jessika Ponchet | Monica Niculescu Vera Zvonarëva | 4-6, 4-6            |
| 2. | 8 maggio 2022    | Open 35 de Saint-Malo, Saint-Malo     | Terra rossa | Jessika Ponchet | Eri Hozumi Makoto Ninomiya      | 6(1)-7, 1-6         |
| 3. | 4 maggio 2024    | Open 35 de Saint-Malo, Saint-Malo (2) | Terra rossa | Carole Monnet   | Amina Anšba Anastasia Dețiuc    | 6(7)-7, 6-2, [5-10] |

## Statistiche ITF

### Singolare

#### Vittorie (4)
| Torneo $100.000 (0) |
| Torneo $80.000 (0)  |
| Torneo $75.000 (0)  |
| Torneo $60.000 (0)  |
| Torneo $50.000 (0)  |
| Torneo $40.000 (0)  |
| Torneo $25.000 (0)  |
| Torneo $15.000 (2)  |
| Torneo $10.000 (2)  |

| N. | Data           | Torneo                                            | Superficie  | Avversaria in finale | Punteggio          |
| 1. | 17 aprile 2016 | Soho Square Egypt Women's Future, Sharm el-Sheikh | Cemento     | Anastasija Pribjlova | 6–2, 5–7, 6–3      |
| 2. | 26 giugno 2016 | Indian Ocean Series, Grand Baie                   | Cemento     | Kyra Shroff          | 3–6, 6–1, 6–3      |
| 3. | 25 giugno 2017 | Steele Open, Herzliya                             | Cemento     | Marta Paigina        | 3–6, 7–5, 4–1 rit. |
| 4. | 5 maggio 2019  | Magic Tours, Tabarka                              | Terra rossa | Léa Tholey           | 7–6(3), 7–6(3)     |

#### Sconfitte (8)
| Torneo $100.000 (0) |
| Torneo $80.000 (0)  |
| Torneo $75.000 (0)  |
| Torneo $60.000 (0)  |
| Torneo $50.000 (0)  |
| Torneo $40.000 (0)  |
| Torneo $25.000 (0)  |
| Torneo $15.000 (3)  |
| Torneo $10.000 (5)  |

| N. | Data             | Torneo                                                     | Superficie  | Avversaria in finale   | Punteggio     |
| 1. | 11 novembre 2012 | OVS Ladies Open, Guimarães                                 | Cemento     | Léa Tholey             | 3–6, 1–6      |
| 2. | 16 dicembre 2012 | RVTA NWU-Pukke, Potchefstroom                              | Cemento     | Zarah Razafimahatratra | 6(5)-7, 0-6   |
| 3. | 30 marzo 2014    | Forte Village International Tournament, Pula               | Terra rossa | Alice Balducci         | 3–6, 7–5, 3–6 |
| 4. | 18 gennaio 2015  | ITF Women's Circuit El Kantaoui, El Kantaoui               | Cemento     | Myrtille Georges       | 4-6, 2-6      |
| 5. | 12 giugno 2016   | Indian Ocean Series, La Riunione                           | Cemento     | Chayenne Ewijk         | 6–1, 4–6, 2–6 |
| 6. | 29 gennaio 2017  | Internationaux Féminin de l'Ile Saint-Martin, Saint Martin | Cemento     | Priscilla Heise        | 2-6, 2-6      |
| 7. | 2 luglio 2017    | Tel Aviv Women's Open, Tel Aviv                            | Cemento     | Despoina Papamichaīl   | 6(4)-7, 3-6   |
| 8. | 3 febbraio 2019  | Magic Tours, Monastir                                      | Cemento     | Lou Brouleau           | 6–3, 0–6, 3–6 |

### Doppio

#### Vittorie (27)
| Torneo $100.000 (1) |
| Torneo $80.000 (0)  |
| Torneo $75.000 (0)  |
| Torneo $60.000 (9)  |
| Torneo $50.000 (0)  |
| Torneo $40.000 (0)  |
| Torneo $25.000 (7)  |
| Torneo $15.000 (2)  |
| Torneo $10.000 (8)  |

| N.  | Data              | Torneo                                                                          | Superficie      | Compagna           | Avversarie in finale                    | Punteggio           |
| 1.  | 12 gennaio 2013   | Open Féminin de Tennis de l'Ile de Saint-Martin, Saint Martin                   | Cemento         | Léa Tholey         | Erin Clark Sonja Molnar                 | 6-3, 6-3            |
| 2.  | 15 marzo 2013     | Open du Havre, Le Havre                                                         | Terra rossa (i) | Isabella Šinikova  | Dejana Raickovic Laura Schaeder         | 0–6, 7–5, [10–5]    |
| 3.  | 27 aprile 2013    | Les Franqueses Del Valles Open, Les Franqueses del Vallès                       | Cemento         | Dide Beijer        | Cornelia Lister Sara Sussarello         | 6–4, 6(0)-7, [10–6] |
| 4.  | 8 marzo 2014      | GD Tennis Academy, Adalia                                                       | Terra rossa     | Martina Kubičíková | Martina Caregaro Anna Floris            | 6(2)-7, 6–2, [10–7] |
| 5.  | 15 marzo 2014     | ITF Women's Circuit Alibey, Adalia                                              | Terra rossa     | Mana Ayukawa       | Lenka Juríková Janina Toljan            | 7–5, 7-5            |
| 6.  | 24 gennaio 2015   | ITF Women's Circuit El Kantaoui, El Kantaoui                                    | Cemento         | Isabella Šinikova  | Kristýna Hrabalová Vendula Žovincová    | 7–6(3), 6–0         |
| 7.  | 18 aprile 2015    | ITF Women's Circuit Port El Kantaoui, Port El Kantaoui                          | Cemento         | Alice Bacquié      | Audrey Albié Carla Touly                | 6-3, 4-6, [10-5]    |
| 8.  | 19 agosto 2016    | Torneo Internazionale Femminile di Sezze, Sezze                                 | Terra rossa     | Kyra Shroff        | Beatrice Lombardo Carla Touly           | 6-2, 6-2            |
| 9.  | 30 giugno 2017    | Israel Women's Tournament, Tel Aviv                                             | Cemento         | Kyra Shroff        | Linnéa Malmqvist Alexandra Walters      | 6-2, 6-4            |
| 10. | 8 giugno 2018     | Torneo Internacional Femenino ITF, Madrid                                       | Terra rossa     | Giorgia Marchetti  | Jessica Ho Julija Lysa                  | 2–6, 6–4, [10–7]    |
| 11. | 3 novembre 2018   | Open Nantes Atlantique, Nantes                                                  | Cemento (i)     | Elixane Lechemia   | Akgul Amanmuradova Alina Silič          | 7-5, 6-4            |
| 12. | 9 febbraio 2019   | Open GDF Suez De L'Isere, Grenoble                                              | Cemento (i)     | Elixane Lechemia   | Andreea Mitu Elena-Gabriela Ruse        | 6-2, 6-2            |
| 13. | 13 aprile 2019    | Ladies Open Zilia de Calvi, Calvi                                               | Cemento         | Elixane Lechemia   | Ekaterina Kazionova Linnéa Malmqvist    | 6-3, 6-2            |
| 14. | 28 luglio 2019    | Porto Open, Porto                                                               | Cemento         | Džulija Terzijska  | Jacqueline Cabaj Awad Inês Murta        | 7-6(0), 6-3         |
| 15. | 29 settembre 2019 | Forte Village International Tournament, Pula                                    | Terra rossa     | Giorgia Marchetti  | Hanna Poznichirenko Chiara Scholl       | 6-4, 6-3            |
| 16. | 15 maggio 2021    | Open International Féminin Midi-Pyrénées Saint-Gaudens Comminges, Saint-Gaudens | Terra rossa     | Jessika Ponchet    | Eden Silva Kimberley Zimmermann         | 0-6, 7-5, [10-7]    |
| 17. | 2 luglio 2021     | Open Montpellier Méditerranée Métropole Hérault, Montpellier                    | Terra rossa     | Camilla Rosatello  | Liang En-shuo Yuan Yue                  | 6-3, 6-2            |
| 18. | 11 settembre 2021 | Elle Spirit Open, Montreux                                                      | Terra rossa     | Camilla Rosatello  | Conny Perrin Eden Silva                 | 7-6(4), 6-4         |
| 19. | 29 gennaio 2022   | Open Andrézieux-Bouthéon 42, Andrézieux-Bouthéon                                | Cemento (i)     | Jessika Ponchet    | Alicia Barnett Olivia Nicholls          | 6-4, 6-1            |
| 20. | 23 aprile 2022    | Magic Tours, Monastir                                                           | Cemento         | Jessika Ponchet    | Polina Kudermetova Sof'ja Lansere       | 6-0, 4-6, [10-7]    |
| 21. | 12 agosto 2023    | Leipzig Open, Lipsia                                                            | Terra rossa     | Seone Mendez       | Julija Avdeeva Arina Gabriela Vasilescu | 6-2, 6(4)-7, [10-8] |
| 22. | 4 novembre 2023   | Slovak Open, Bratislava                                                         | Cemento (i)     | Jesika Malečková   | Denisa Hindová Karolína Kubáňová        | 6-3, 6-2            |
| 23. | 30 marzo 2024     | Open de Seine-et-Marne, Croissy-Beaubourg                                       | Cemento (i)     | Alexandra Eala     | Maia Lumsden Jessika Ponchet            | 7–5, 7–6(4)         |
| 24. | 20 luglio 2024    | Open Araba en Femenino, Vitoria                                                 | Cemento         | Alexandra Eala     | Lia Karatančeva Diāna Marcinkēviča      | 6–3, 2–6, [10–4]    |
| 25. | 7 settembre 2024  | Alpstar Ladies Open Vienna, Vienna                                              | Terra rossa     | Emily Appleton     | Maryna Kolb Nadiia Kolb                 | 6–4, 7-6(1)         |
| 26. | 16 maggio 2025    | Empire Trnava Cup, Trnava                                                       | Terra rossa     | Carole Monnet      | Arianne Hartono Prarthana Thombare      | 6-2, 6-2            |
| 27. | 5 luglio 2025     | Raiffeissen Bank Open, Bucarest                                                 | Terra rossa     | Patricia Maria Țig | Riya Bhatia Sada Nahimana               | 4-6, 6-3, [10-6]    |

#### Sconfitte (23)
| Torneo $100.000 (4) |
| Torneo $80.000 (1)  |
| Torneo $75.000 (0)  |
| Torneo $60.000 (5)  |
| Torneo $50.000 (0)  |
| Torneo $40.000 (1)  |
| Torneo $25.000 (7)  |
| Torneo $15.000 (1)  |
| Torneo $10.000 (4)  |

| N.  | Data             | Torneo                                                    | Superficie  | Compagna                | Avversarie in finale                          | Punteggio            |
| 1.  | 19 gennaio 2013  | Open de la Ville de Gosier, Le Gosier                     | Cemento     | Léa Tholey              | Noelle Hickey Kady Pooler                     | 0–6, 6–1, [7–10]     |
| 2.  | 24 ottobre 2015  | Hellenic Zeus Circuit Hersonissos, Heraklion              | Cemento     | María Martínez Martínez | Veronika Kapšaj Julia Wachaczyk               | 2-6, 4-6             |
| 3.  | 21 luglio 2016   | Open GDF Saint-Gervais-les-Bains, Saint-Gervais-les-Bains | Terra rossa | Fatma Al-Nabhani        | Abbie Myers Ellen Perez                       | 6(5)-7, 2-6          |
| 4.  | 7 ottobre 2016   | Chisinau Ladies Open, Chișinău                            | Terra rossa | Kyra Shroff             | Veronika Kapšaj Angelina Šachrajčuk           | 3–6, 6–3, [4–10]     |
| 5.  | 31 luglio 2017   | Tampere Open, Tampere                                     | Terra rossa | Marie Benoît            | Anna Iako'lëva Gjulnara Nazarova              | w/o                  |
| 6.  | 10 febbraio 2018 | Open GDF Suez De L'Isere, Grenoble                        | Cemento (i) | Elixane Lechemia        | Amra Sadiković Eva Wacanno                    | 6–4, 1–6, [6–10]     |
| 7.  | 6 ottobre 2018   | Governor's Cup Lagos, Lagos                               | Cemento     | Deniz Khazaniuk         | Tereza Mihalíková Džulija Terzijska           | 7-6(4), 2-6, [5-10]  |
| 8.  | 20 luglio 2019   | Palmela Ladies Open, Palmela                              | Cemento     | Džulija Terzijska       | Sarah Beth Grey Eden Silva                    | 5-7, 2-6             |
| 9.  | 28 febbraio 2020 | Open GDF SUEZ de la Ville de Macon, Mâcon                 | Cemento (i) | Miriam Bulgaru          | Audrey Albié Marine Partaud                   | 6-3, 6(3)-7, [10-12] |
| 10. | 26 febbraio 2021 | Internationaux Féminins de la Vienne, Poitiers            | Cemento (i) | Seone Mendez            | Federica Di Sarra Camilla Rosatello           | 4-6, 3-6             |
| 11. | 1º ottobre 2021  | ITF Féminin Le Neubourg, Le Neubourg                      | Cemento     | Sarah Beth Grey         | Robin Anderson Amandine Hesse                 | 3-6, 6(2)-7          |
| 12. | 9 ottobre 2021   | Open Feminin 50, Cherbourg-en-Cotentin                    | Cemento (i) | Camilla Rosatello       | Sarah Beth Grey Arianne Hartono               | 3-6, 2-6             |
| 13. | 16 aprile 2022   | Ladies Open de Calvi Eaux de Zilia, Calvi                 | Cemento     | Jessika Ponchet         | Sof'ja Lansere Valerija Strachova             | 4-6, 6(5)-7          |
| 14. | 1º luglio 2022   | Open International Féminin de Montpellier, Montpellier    | Terra rossa | Irina Chromačëva        | Andrea Gámiz Andrea Lázaro García             | 4-6, 6-2, [11-13]    |
| 15. | 16 luglio 2022   | Torneo Internazionale Femminile Antico Tiro a Volo, Roma  | Terra rossa | Camilla Rosatello       | Andrea Gámiz Eva Vedder                       | 5-7, 6-2, [11-13]    |
| 16. | 29 aprile 2023   | Ladies Open de Calvi-Eaux de Zilla, Calvi                 | Cemento     | Ankita Raina            | Naiktha Bains Maia Lumsden                    | 4-6, 6-3, [7-10]     |
| 17. | 13 maggio 2023   | Empire Tennis Academy Open, Trnava                        | Terra rossa | Suzan Lamens            | Amina Anšba Anastasia Dețiuc                  | 3-6, 6-4, [4-10]     |
| 18. | 22 luglio 2023   | Open Araba en Femenino, Vitoria                           | Cemento     | Diāna Marcinkēviča      | Alicia Barnett Olivia Nicholls                | 3-6, 4-6             |
| 19. | 5 agosto 2023    | Women's TEC Cup, Barcellona                               | Cemento     | Diāna Marcinkēviča      | Prarthana Thombare Anastasija Tichonova       | 6-3, 1-6, [7-10]     |
| 20. | 2 settembre 2023 | TCCB Open, Collonge-Bellerive                             | Terra rossa | Diāna Marcinkēviča      | Conny Perrin Anna Sisková                     | 6(4)-7, 1-6          |
| 21. | 2 dicembre 2023  | Empire Women's Indoor, Trnava                             | Cemento (i) | Jesika Malečková        | Natália Kročková Tereza Mihalíková            | 6(7)-7, 5-7          |
| 22. | 11 maggio 2024   | Open Saint-Gaudens Occitanie, Saint-Gaudens               | Terra rossa | Carole Monnet           | Émeline Dartron Tiantsoa Rakotomanga Rajaonah | 3-6, 6-1, [10-12]    |
| 23. | 15 giugno 2024   | Engie Open de Biarritz, Biarritz                          | Terra rossa | Carole Monnet           | Irina Bara Andreea Mitu                       | 3-6, 6-3, [7-10]     |